# Leptostylus castaneovirescens
Leptostylus castaneovirescens là một loài bọ cánh cứng trong họ Cerambycidae.